# Sakai Hōitsu
Sakai Hōitsu (酒井 抱一), de son vrai nom Sakai Tadamoto (surnom : Kishin ; noms de pinceau : Ōson, Keikyōdō-jin, Nisonan, Uka-an et Hōitsu), né en 1761 à Tōkyō et mort en 1829 est un peintre japonais de l'école Rimpa.

## Biographie
Second fils du daimyō de Sakai (fief de Himeji), et très tôt libéré de toute préoccupation vulgaire, il consacre son existence aux plaisirs de l'art et étudie ainsi le haïku, la calligraphie et la peinture. Il s'essaie à tous les styles, celui de l'École de Nagasaki avec Sō Shiseki, celui de l'École Kanō et celui de l'Ukiyo-e avec Utagawa Toyoharu (1735-1814), jusqu'à ce qu'il découvre le talent de Kôrin (1658-1716) qu'il se consacre alors à faire connaître au public. Il devient un des grands peintres de l'école Rimpa. Un de ses disciples est Kiitsu Suzuki, qui deviendra également un des grands maîtres de la même école. Sakai Hōitsu apparait comme l'artisan majeur de la reviviscence de l'école Rimpa au XIXe siècle.
En 1793, il part à Kyōto où il se fait prêtre. En 1815, il célèbre lui-même le centenaire Ogata Kōrin qu'il commémore en publiant le recueil des cent chefs-d'œuvre de Kōrin (Kōrin hyakuzu), celui des cachets de l'école Ogata (Ogataryû-inpu) et celui des œuvres d'Ogata Kenzan (Kenzan gafū). Parallèlement, pour remettre cet art à l'honneur, il exécute nombre de peintures, principalement de fleurs et d'oiseaux.
C'est ainsi qu'au revers des Paravents des Dieux du Vent et du Tonnerre, peints par Ogata Kōrin d'après Sôtatsu, Hōitsu ajoute deux compositions d'herbes d'automne dans le vent et l'orage, en affinité spirituelle avec le sujet principal. Sur un fond d'argent en contraste avec le fond d'or du verso, il exprime avec délicatesse toute la poésie de la nature.

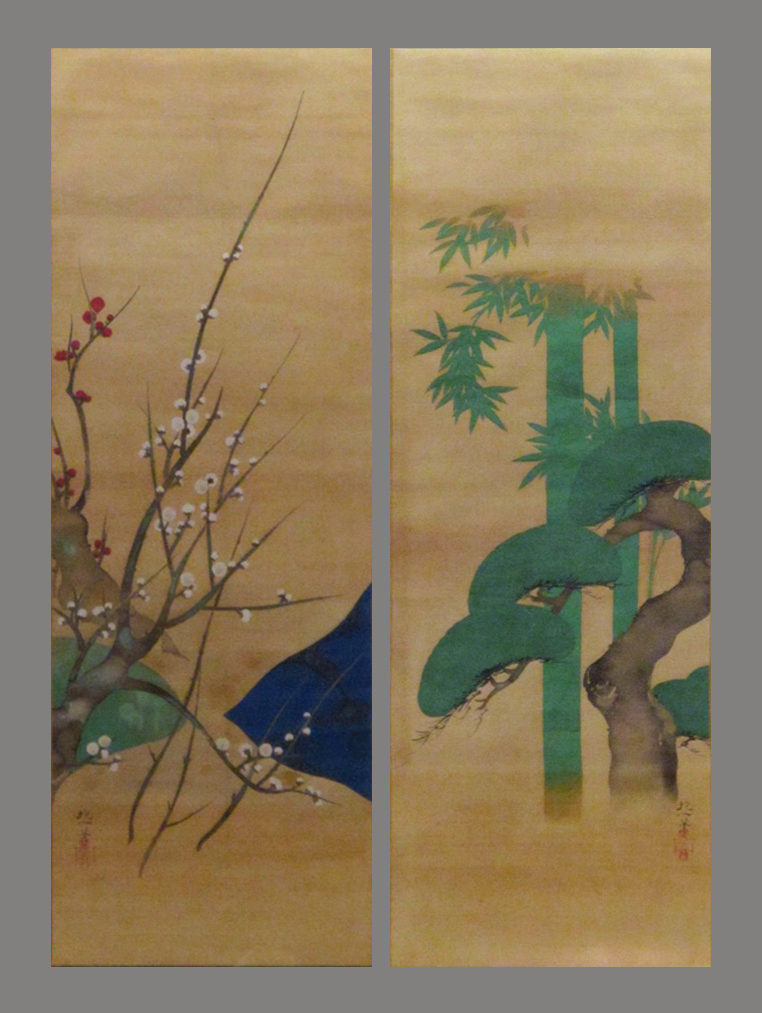
Les Trois Amis: Prunus en fleurs , Pin et bambous. Kakemono, format diptyque. Déb. XIXe siècle. Encre, couleurs, peinture à la poudre d'or s. soie, H. 97,3 cm. Musée Guimet
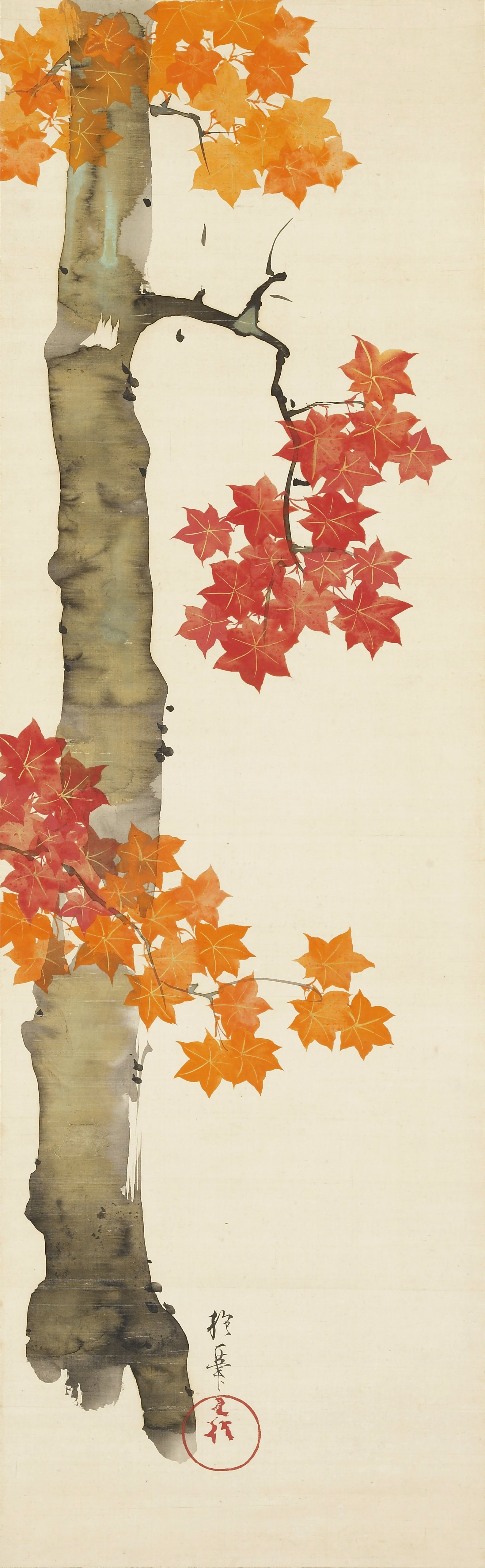
Érable. Musée d'art de Nomura, Kyoto
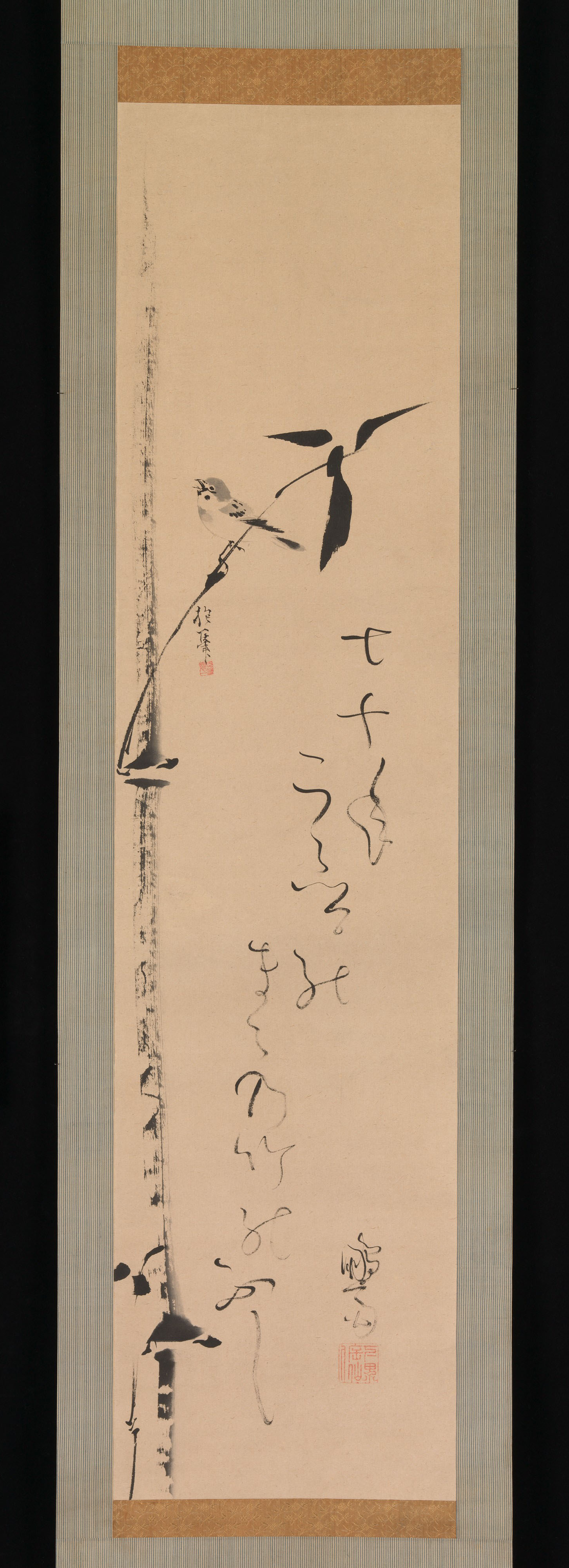
Moineau et bambou. v. 1821. Encre s. papier, H. 112,7 cm. Calligraphie Kameda Bōsai (1752-1826). The Met.
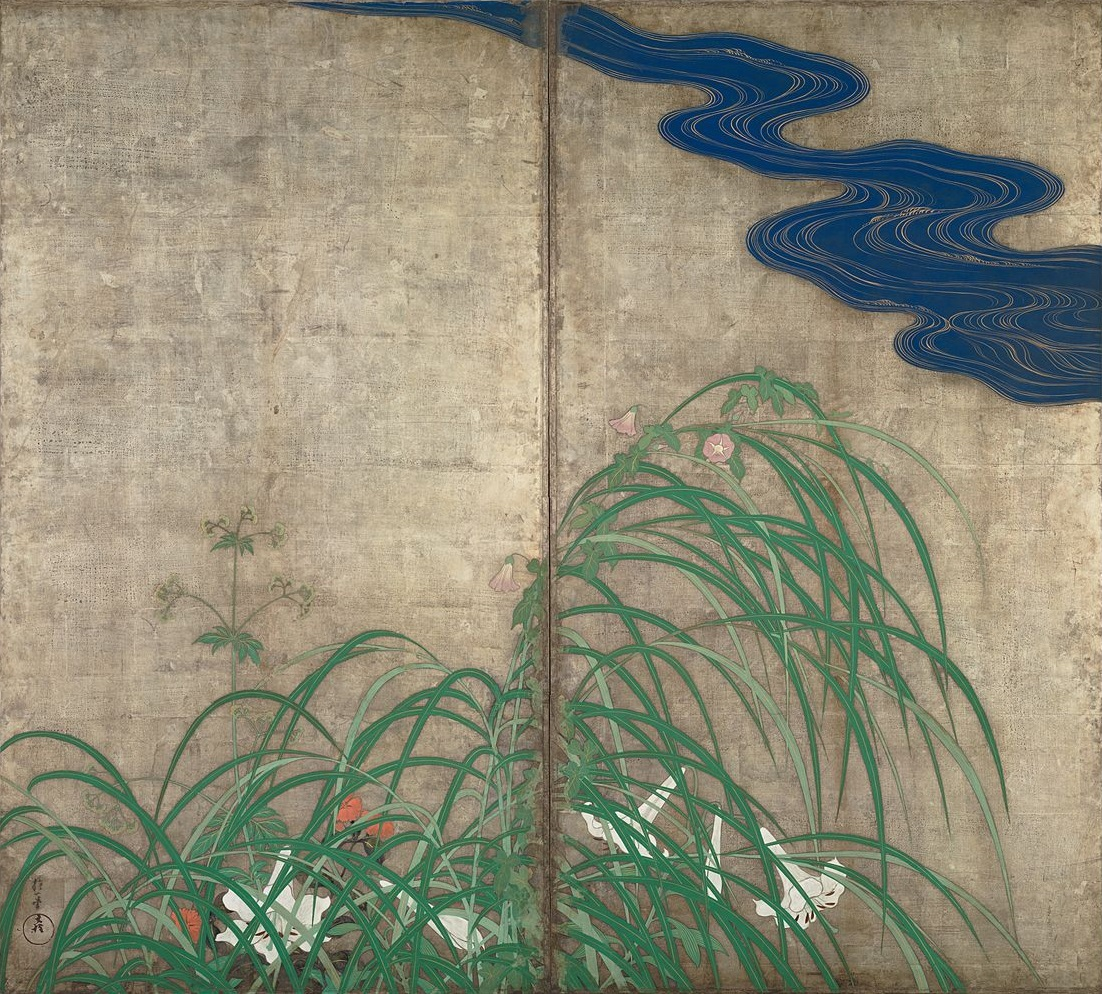
Fleurs d'automne. Paire de droite d'un paravent à deux paires/été, 19e. Couleurs s. argent. H. 164,5 cm. Musée national de Tokyo

## Musées
- Tōkyō (Commission pour la protection des Biens culturels) : Dieux du Vent et du Tonnerre, paravents peints par Kôrin d'après Sôtatsu, ajouts de compositions par Hōitsu.

- Washington D.C. (Freer Gal. Of Art) : Les Trente-Six Maîtres poètes couleurs sur soie.